# 정무수석비서관

## 정무수석비서관
정무수석비서관(政務首席祕書官)은 대통령비서실 소속 차관급의 정무직공무원으로, 대통령비서실장의 지휘에 따라 분야별로 대통령을 보좌한다. 경제성장수석, 민정수석 등이 이에 속한다.

## 임명
- 정무수석비서관은 대통령이 임명한다.

## 정무수석비서관
| 정부        | 대수     | 이름           | 임기                               | 비고                             |
| ----------- | -------- | -------------- | ---------------------------------- | -------------------------------- |
| 제3공화국   | 초대     | 조시형(趙始衡) | 1968년 3월 21일 ~ 1969년 2월 17일  | 무임소장관 역임                  |
| 제3공화국   | 권한대행 | 김학렬(金鶴烈) | 1969년 3월 11일 ~ 1969년 4월 12일  |                                  |
| 제3공화국   | 2대      | 김상복(金相福) | 1969년 4월 12일 ~ 1971년 7월 9일   |                                  |
| 제3공화국   | 3대      | 홍성철(洪性澈) | 1971년 7월 9일 ~ 1973년 12월 3일   | 국무총리비서실 실장 역임         |
| 노태우 정부 | 초대     | 최병렬(崔秉烈) | 1988년 2월 25일 ~ 1988년 12월 5일  |                                  |
| 노태우 정부 | 2대      | 최창윤(崔昌潤) | 1988년 12월 5일 ~ 1990년 12월 27일 | 문화공보부 차관 역임             |
| 노태우 정부 | 3대      | 손주환(孫柱煥) | 1990년 12월 27일 ~ 1992년 5월 6일  |                                  |
| 노태우 정부 | 4대      | 김중권(金重權) | 1992년 5월 6일 ~ 1993년 2월 24일   |                                  |
| 김영삼 정부 | 초대     | 주돈식(朱燉植) | 1993년 2월 25일 ~ 1993년 12월 22일 |                                  |
| 김영삼 정부 | 2대      | 이원종(李源宗) | 1993년 12월 22일 ~ 1997년 2월 28일 |                                  |
| 김영삼 정부 | 3대      | 강인섭(姜仁燮) | 1997년 2월 28일 ~ 1997년 7월 11일  |                                  |
| 김영삼 정부 | 4대      | 조홍래(趙洪來) | 1997년 7월 11일 ~ 1998년 2월 24일  |                                  |
| 김대중 정부 | 초대     | 문희상(文喜相) | 1998년 2월 25일 ~ 1998년 5월 18일  |                                  |
| 김대중 정부 | 2대      | 이강래(李康來) | 1998년 5월 18일 ~ 1999년 2월 5일   | 국가안전기획부 기획조정실장 역임 |
| 김대중 정부 | 3대      | 김정길(金正吉) | 1999년 2월 5일 ~ 1999년 11월 23일  | 행정자치부 장관 역임             |
| 김대중 정부 | 4대      | 남궁진(南宮鎭) | 1999년 11월 23일 ~ 2001년 9월 11일 |                                  |
| 김대중 정부 | 5대      | 유선호(柳宣浩) | 2001년 9월 11일 ~ 2002년 1월 29일  | 경기도 정무부지사 역임           |
| 김대중 정부 | 6대      | 조순용(趙淳容) | 2002년 1월 29일 ~ 2003년 2월 24일  |                                  |
| 노무현 정부 | 초대     | 유인태(柳寅泰) | 2003년 2월 25일 ~ 2004년 2월 13일  | 국회 사무총장 역임               |
| 이명박 정부 | 초대     | 박재완(朴宰完) | 2008년 3월 1일 ~ 2008년 6월 20일   |                                  |
| 이명박 정부 | 2대      | 맹형규(孟亨奎) | 2008년 6월 23일 ~ 2009년 9월 1일   |                                  |
| 이명박 정부 | 3대      | 박형준(朴亨埈) | 2009년 9월 1일 ~ 2010년 7월 16일   |                                  |
| 이명박 정부 | 4대      | 현기환(玄伎煥) | 2010년 7월 16일 ~ 2011년 6월 10일  |                                  |
| 이명박 정부 | 5대      | 김재원(金在原) | 2016년 6월 8일 ~ 2016년 10월 30일  |                                  |
| 이명박 정부 | 6대      | 허원제(許元齊) | 2016년 11월 3일 ~ 2017년 4월 3일   | 방송통신위원회 부위원장 역임     |
| 문재인 정부 | 초대     | 전병헌(田炳憲) | 2017년 5월 14일 ~ 2017년 11월 16일 |                                  |
| 문재인 정부 | 2대      | 한병도(韓秉道) | 2017년 11월 28일 ~ 2019년 1월 8일  | 대통령비서실 정무비서관 역임     |
| 문재인 정부 | 3대      | 강기정(姜琪正) | 2019년 1월 8일 ~ 2020년 8월 11일   |                                  |
| 문재인 정부 | 4대      | 최재성(崔宰誠) | 2020년 8월 11일 ~ 2021년 4월 15일  |                                  |
| 문재인 정부 | 5대      | 이철희(李哲熙) | 2021년 4월 16일 ~ 2022년 5월 9일   |                                  |
| 윤석열 정부 | 초대     | 이진복(李珍福) | 2022년 5월 10일 ~ 2023년 12월 3일  |                                  |
| 윤석열 정부 | 2대      | 한오섭(韓吳燮) | 2023년 12월 4일 ~ 2024년 4월 22일  |                                  |
| 윤석열 정부 | 3대      | 홍철호(洪哲鎬) | 2024년 4월 22일 ~ 2025년 5월       |                                  |
| 이재명 정부 | 초대     | 우상호(禹相虎) | 2025년 6월 8일 ~                   |                                  |

## 정무제1수석비서관
| 정부      | 대수 | 이름           | 임기                                | 비고                 |
| --------- | ---- | -------------- | ----------------------------------- | -------------------- |
| 제3공화국 | 초대 | 류혁인(柳赫仁) | 1973년 12월 8일 ~ 1979년 12월 18일  |                      |
| 제5공화국 | 초대 | 우병규(禹炳奎) | 1980년 9월 3일 ~ 1981년 12월 22일   |                      |
| 제5공화국 | 2대  | 허화평(許和平) | 1981년 12월 24일 ~ 1982년 12월 20일 |                      |
| 제5공화국 | 3대  | 정순덕(鄭順德) | 1982년 12월 20일 ~ 1984년 10월 19일 |                      |
| 제5공화국 | 4대  | 허문도(許文道) | 1984년 10월 20일 ~ 1986년 8월 27일  | 문화공보부 차관 역임 |
| 제5공화국 | 5대  | 김윤환(金潤煥) | 1986년 8월 29일 ~ 1987년 7월 20일   | 문화공보부 차관 역임 |
| 제5공화국 | 6대  | 이진우(李珍雨) | 1987년 7월 20일 ~ 1988년 2월 24일   |                      |

## 정무제2수석비서관
| 정부      | 대수 | 이름           | 임기                               | 비고                   |
| --------- | ---- | -------------- | ---------------------------------- | ---------------------- |
| 제3공화국 | 초대 | 정상천(鄭相千) | 1973년 12월 8일 ~ 1978년 12월 22일 | 내무부 차관 역임       |
| 제4공화국 | 2대  | 고건(髙建)     | 1979년 1월 10일 ~ 1979년 12월 18일 | 전라남도 도지사 역임   |
| 제5공화국 | 초대 | 김창식(金昶植) | 1980년 9월 3일 ~ 1982년 1월 5일    | 정무수석 비서관 역임   |
| 제5공화국 | 2대  | 김태호(金泰鎬) | 1982년 1월 7일 ~ 1983년 10월 14일  | 내무부 지방차관보 역임 |
| 제5공화국 | 3대  | 안응모(安應模) | 1983년 10월 14일 ~ 1984년 3월 28일 | 경찰청 치안본부장 역임 |
| 제5공화국 | 4대  | 유흥수(柳興洙) | 1984년 3월 28일 ~ 1984년 10월 19일 | 충청남도 도지사 역임   |
| 제5공화국 | 5대  | 김용래(金庸來) | 1984년 10월 20일 ~ 1986년 1월 9일  | 총무처 차관 역임       |
| 제5공화국 | 6대  | 강우혁(康祐赫) | 1986년 1월 9일 ~ 1988년 2월 24일   | 충청북도 도지사 역임   |

## 같이 보기
- 대통령비서실
- 수석비서관